# Sondermülldeponie Kölliken

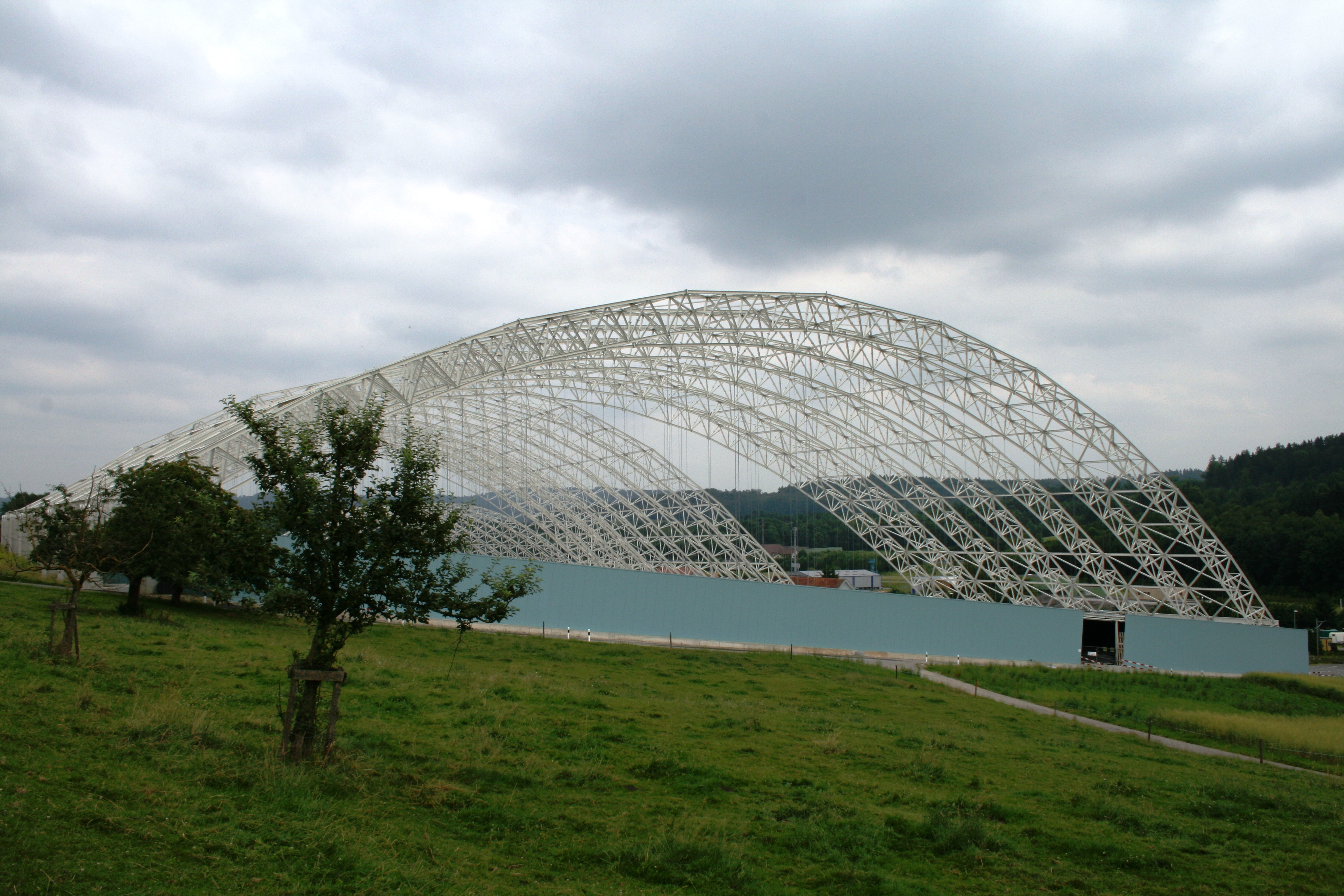
Die Halle zur Sanierung der Deponie (2008)

Die Sondermülldeponie Kölliken (SMDK) war eine von 1978 bis 1985 betriebene Deponie für Sonderabfälle in der Schweizer Gemeinde Kölliken.

## Vorgeschichte
Um die Deponie einzurichten und zu betreiben, wurde zunächst ein Konsortium gegründet, an dem die Kantone Aargau und Zürich, die Stadt Zürich und die einfache Gesellschaft Basler Chemische Industrie (BCI, ein Zusammenschluss heute unter anderem bestehend aus Novartis, Syngenta, BASF (ex. Ciba AG), Clariant, und Roche) beteiligt waren. Das Ziel des Konsortiums war es, der Industrie und dem Gewerbe eine saubere Entsorgung von Sonderabfällen zu ermöglichen. Ob dies in der alten Kölliker Tongrube möglich ist, war von Beginn an umstritten.

## Der Betrieb
Die SMDK wurde am 16. Mai 1978 in einer alten Tongrube bei Kölliken eröffnet. Die Bedingungen für die Einlagerung von Abfällen waren für die damalige Zeit streng, allerdings ohne dass sich die Betreiber der Probleme einer langfristigen Lagerung der Sonderabfälle bewusst waren. So wurden auch Abfallstoffe deponiert, die aus heutiger Sicht nicht hätten eingelagert werden dürfen, wie zum Beispiel leicht lösliche Salze. Auch der biologische Abbauprozess wurde unterschätzt.
So mehrten sich mit der Zeit Beschwerden von Anwohnern bezüglich der Geruchsbelästigung, und es kam zu einem Fischsterben in der Umgebung. Da das Betriebskonsortium auf die Beschwerden nicht reagierte, verfügte der Gemeinderat von Kölliken am 25. April 1985 die Schliessung der Deponie.

## Sanierung
Bald stellte man fest, dass die grossteils in Fässern deponierten Giftstoffe nicht einfach im Boden verbleiben konnten. Das Konsortium liess deshalb zwischen 1986 und 1990 den Ist-Zustand der Deponie erfassen. Im Anschluss daran wurden von 1991 bis 2001 Sicherungsmassnahmen durchgeführt. Ab 2002 war der Rückbau der Deponie vorgesehen. Im Januar 2005 begann dann schliesslich die Gesamtsanierung. Insgesamt mussten 664'100 Tonnen Material abgeführt werden. Um beim Rückbau Lärm und Geruchsbelästigung zu vermeiden, entstand über der ehemaligen Deponie die grösste Halle der Schweiz. Aufgrund eines Brandes im Juni 2008 mussten die Sanierungsarbeiten bis zum Januar 2009 unterbrochen werden, um das Sicherheitskonzept zu überarbeiten. Die geplante Tagesleistung von 500 Tonnen zu entsorgendem Sondermüll war seither auf 250 bis 450 Tonnen pro Tag gesunken. Die Sanierungskosten betrugen über 900 Millionen Schweizer Franken. Im Jahr 2016 wurde die Sohle der Grube bewässert, um restliche Belastungen nach dem Abführen von kontaminiertem Fels unter der Deponie auszuwaschen und zu klären.

### Sicherheitsvorkehrungen
In der gesamten Halle herrschte ein Unterdruck von 10 Pascal. Der Zutritt war wegen des Gestanks und giftigen Dämpfen nur im luftdichten Schutzanzug mit Gasmaske und Atemluftflasche möglich. Sämtliche Fahrzeuge verfügten über luftdichte Kabinen.

### Museale Rezeption
Ein Teil der sogenannten weissen Zone des nicht-kontaminierten Bereichs wurde nach Abschluss der Arbeiten abgebaut und im Ebianum-Baggermuseum in Fisibach in die Dauerausstellung integriert. Neben den Schleusensystemen zum gefahrlosen Einstieg in die Spezialbaumaschinen ohne umfangreiche persönliche Sicherheitsausrüstung werden auch Dokumentationsfilme aus der Geschichte der SMDK präsentiert.

### Rekultivierung
Die ehemalige Deponie wurde nach der Sanierung rund zur Hälfte mit dem Aushubmaterial des Eppenbergtunnels aufgefüllt.

### Aushubmaterial
Im Frühjahr 2018 wurde bekannt, dass Teile des Aushubmaterials dauerhaft in eine für Kehrichtschlacke vorgesehene Deponie bei Lufingen verbracht wurden. Widersprüchliche Gutachten zur Rechtmässigkeit dieses Vorgehens spielen in einem aktuellen Rechtsstreit zwischen Kanton und Bund eine Rolle.

### Rückbau
Ab Mitte April 2018 wurde die Halle zurückgebaut. Bis 2023 soll die ganze Grube mit Bauschutt und Erde gefüllt werden, so dass zum Schluss eine grüne Wiese übrigbleiben wird. Mit Stand April 2021 ist noch nicht entschieden, was anschliessend mit der rund sieben Hektar grossen Wiese passieren wird. Möglicherweise gibt es eine Mischung aus Landwirtschaftsland mit Fruchtfolgeflächen und Naturschutzgebiet.